# Balama

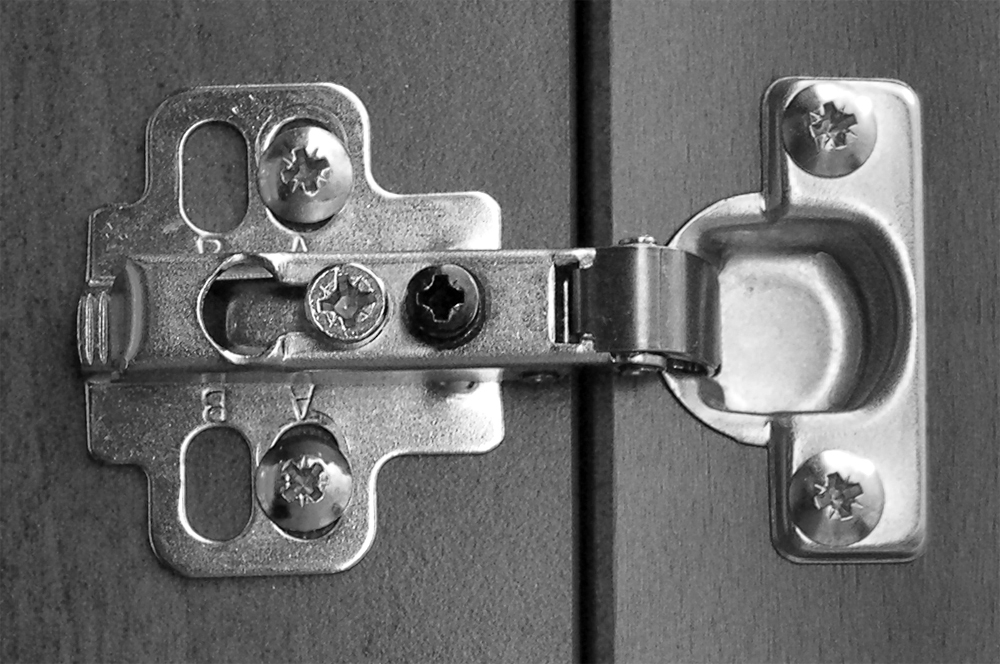
Balama semiaplicată aruncătoare pentru ușă de mobilier aplicată. Mai este numită și balama ascunsă, deoarece nu este vizibilă atunci când ușa este închisă.

O balama (din tc. bağlama) este un dispozitiv format din două piese articulate, dintre care cel puțin una este mobilă, permițând astfel rotirea parțială a elementului atașat de partea mobilă, folosit pentru închiderea și deschiderea unei uși, ferestre, a unui capac sau plierea și deplierea unui mecanism articulat.

## Dezvoltarea istorică balamalelor
Deși primele acoperăminte cu funcție de ușă ale intrărilor în locuințele umane nu erau prevăzute cu balamale, odată cu apariția ușii a apărut și nevoia manevrării ușoare a acesteia. Datarea momentului apariției balamalei nu este posibilă, cele mai vechi balamale metalice cunoscute, descoperite pe o ușă în Elveția, datează din mileniul III î.e.n. însă balamale ulterioare din lemn sau piatră indică faptul că acestea din urmă ar fi putut fi folosite dinaintea epocii bronzului, cu toate că cele mai vechi dovezi ale folosirii balamalelor tip bolț datează din cca. 1600 î.e.n., pe baza descoperirilor din situl orașului antic Hattușa al hitiților, unde încă se păstrează cavitățile în care pivotau porțile masive din zidul orașului; astfel de cavități au fost descoperite și în temple babiloniene și asiriene.
În evul mediu fierăria a avansat și s-a răspândit, făcând obiectele metalice din ce în ce mai acesibile maselor prin intermediul fierarilor locali.
Odată cu revoluția industrială, a explodat și producția de balamale de tot felul. Datorită producției mecanizate de masă, modelele complexe puteau fi acum fabricate mult mai repede și la o fracțiune din costul anterior dar și cu un aspect mai plăcut.

## Tipuri de balamale
Există o multitudine de tipuri de balamale în funcție de destinația acestora, de modul de prindere pe suport, de gradul de deschidere etc. 
În funcție de modul de atașare al balamalei la suport, balamalele pot fi:
- Balamale aplicate, atunci când corpul balamalei nu pătrunde în suport (fig. 1);
- Balamale semiaplicate, atunci când una dintre cele două părți articulate pătrunde în suport;
- Balamale îngropate, atunci când ambele părți pătrund în suport (fig. 2);
- Balamale semiîngropate, atunci când ambele părți pătrund parțial în suport (fig. 3);
- Balamale încorporate, atunci când balamaua face corp comun cu suportul.

În funcție de modul de prindere al balamalei de suport, balamalele pot fi:
- Balamale încorporate în suport, la ușile antice, tip haar-hung, unde balamalele erau doar niște prelungiri, în partea de sus și jos a ușii, fixate în niște scobituri. De asemenea, la obiectele pliabile moderne, precum laptopurile, telefoanele mobile, ramele de ochelari etc.;
- Balamale care se prind prin străpungerea suportului, balamalele timpurii, formate din cuie cu inel;
- Balamale care se prind prin înfiletarea în suport, balamalele cilindrice cu tijă filetată;
- Balamale care se prind de suport cu șuruburi sau cuie, toate balamalele aplicate;
- Balamale care se prind prin presarea suportului, cele pentru ușile de sticlă;
- Balamale care se prind prin sudare, la porțile metalice.

Tipuri de balamale clasificate după diferite caracteristici:
- Balamale cu aripi, numite și balamale fluture sau balamale pafta, se montează cu șuruburi pentru lemn, nu pot fi ajustate după montaj, sunt vizibile în permanență, creează un luft (spațiu) considerabil între ușa și corpul mobilierului când ușa este închisă și necesită folosirea împreună cu opritori de ușă sau broaște pentru a menține ușa închisă;
  - Balamale bandă, sunt balamale cu aripi care se întind pe întreaga lungime a ușii;
- Balamale cu tijă filetată, pentru uși din lemn masiv;
- Balamale aruncătoare, cea mai răspândită soluție actuală pentru mobilierul din pal. Nu sunt vizibile când ușa este închisă, sunt reglabile pe trei axe permițând ajustarea după montare, nu necesită folosirea împreună cu opritori de ușă sau broaște pentru a ține ușa închisă. Există o varietate de versiuni ale acestui tip de balama, care adresează o gamă largă de întrebuințări. Balamalele aruncătoare pot fi aplicate sau semiaplicate. Cele aplicate se montează ușor doar cu șuruburi pentru lemn dar nu pot fi reglate. Cele semiaplicate, se montează tot cu șuruburi dar necesită și frezarea unui locaș circular în ușă, pentru îngroparea parțială a balamalei.
 În funcție de tipul ușii corpului de mobilier, există:
  - Balamale aruncătoare pentru uși aplicate, atunci când ușa acoperă cantul corpului de mobilier;
  - Balamale aruncătoare pentru uși semiaplicate, pentru uși aplicate duble/gemene, care se deschid în oglindă;
  - Balamale aruncătoare pentru uși încadrate/îngropate, atunci când ușa se află în același plan cu cantul;
  - Balamale aruncătoare pentru uși semiîncadrate/semiîngropate, pentru uși încadrate duble/gemene, care se deschid în oglindă;
  - Balamale aruncătoare pentru uși încadrate și modul cu lezenă, atunci când corpul de mobilier pe care se atașează balamaua are lezenă.
  - Balamale aruncătoare pentru uși de colț
- Balamale invizibile;
- Balamale batante;
- Balamale basculante;
- Balamale rabatabile
- Balamale sudabile;
- Balamale cu rulment;
- Balamale ornamentale;

## Galerie

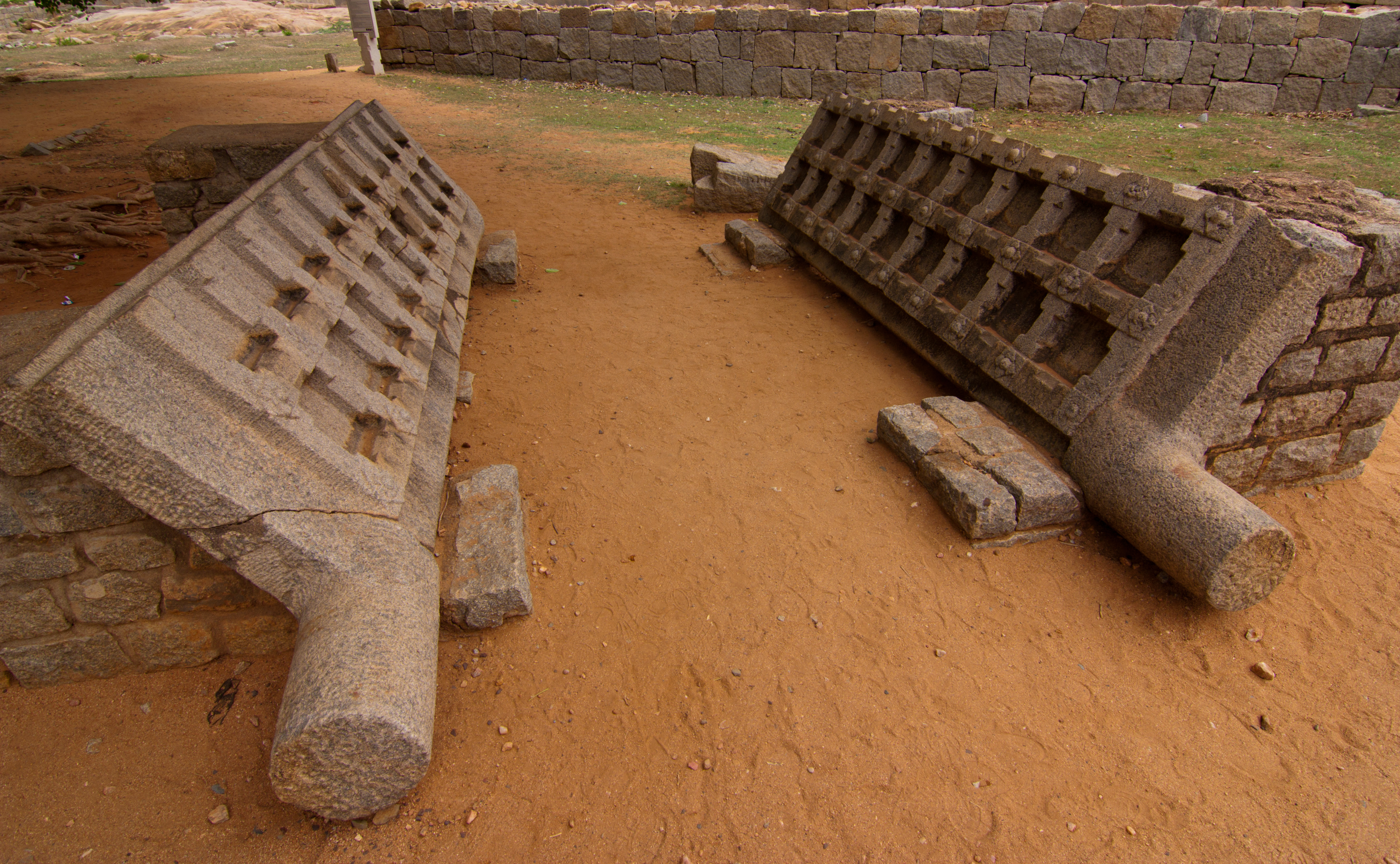
Uși masive din piatră cu balamale bolț, Vijayanagara, actualmente Hampi, India).
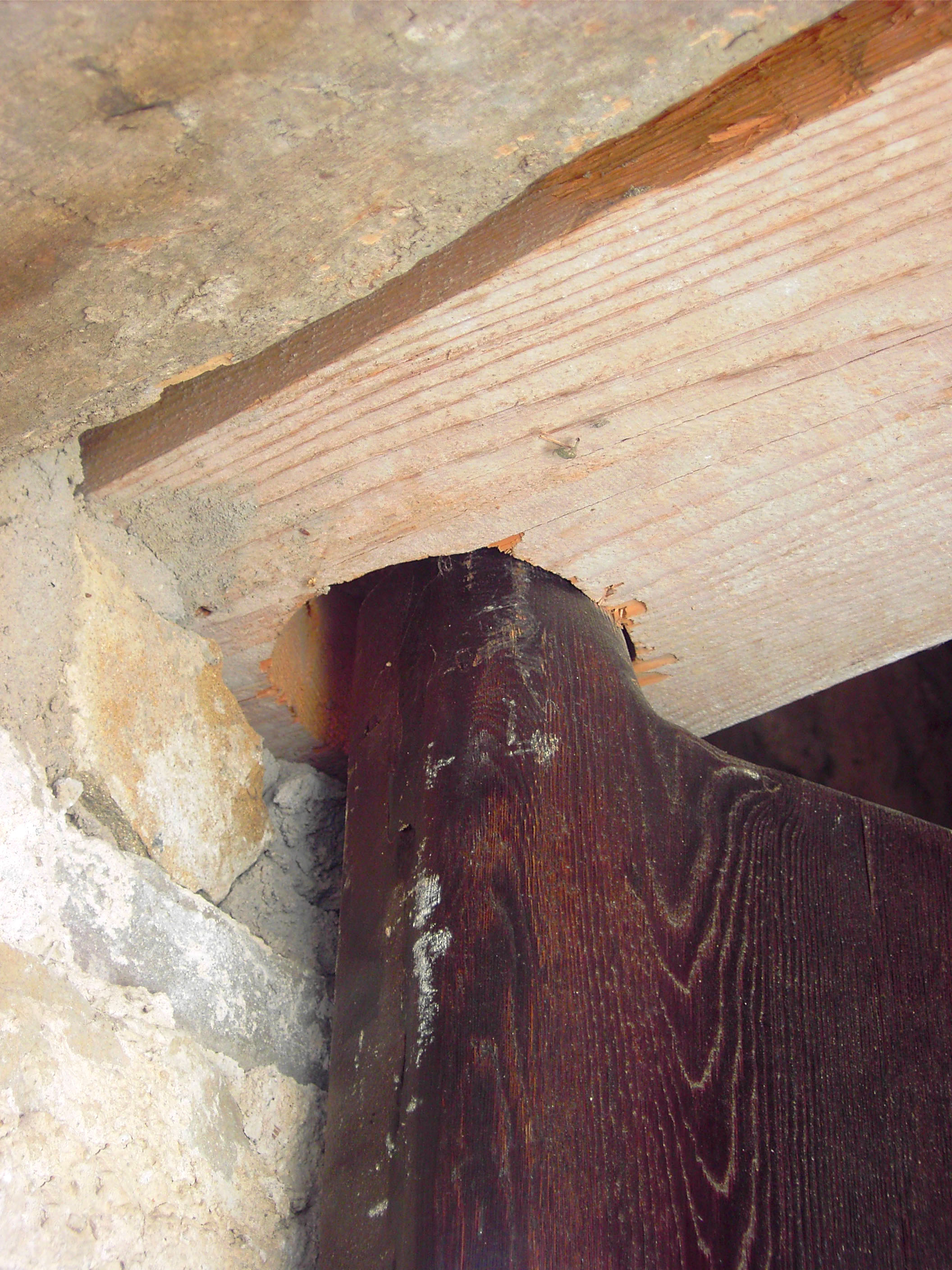
Balama bolț sau haar-hung.
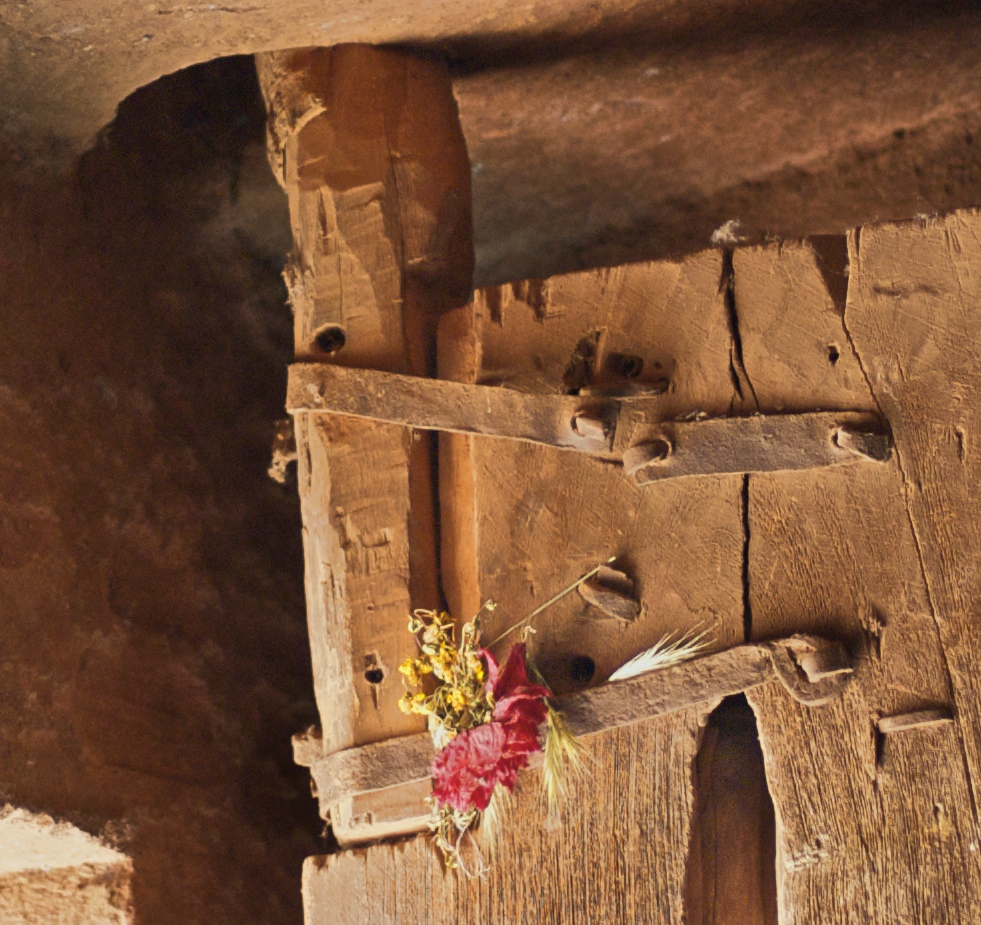
Balama bolț.
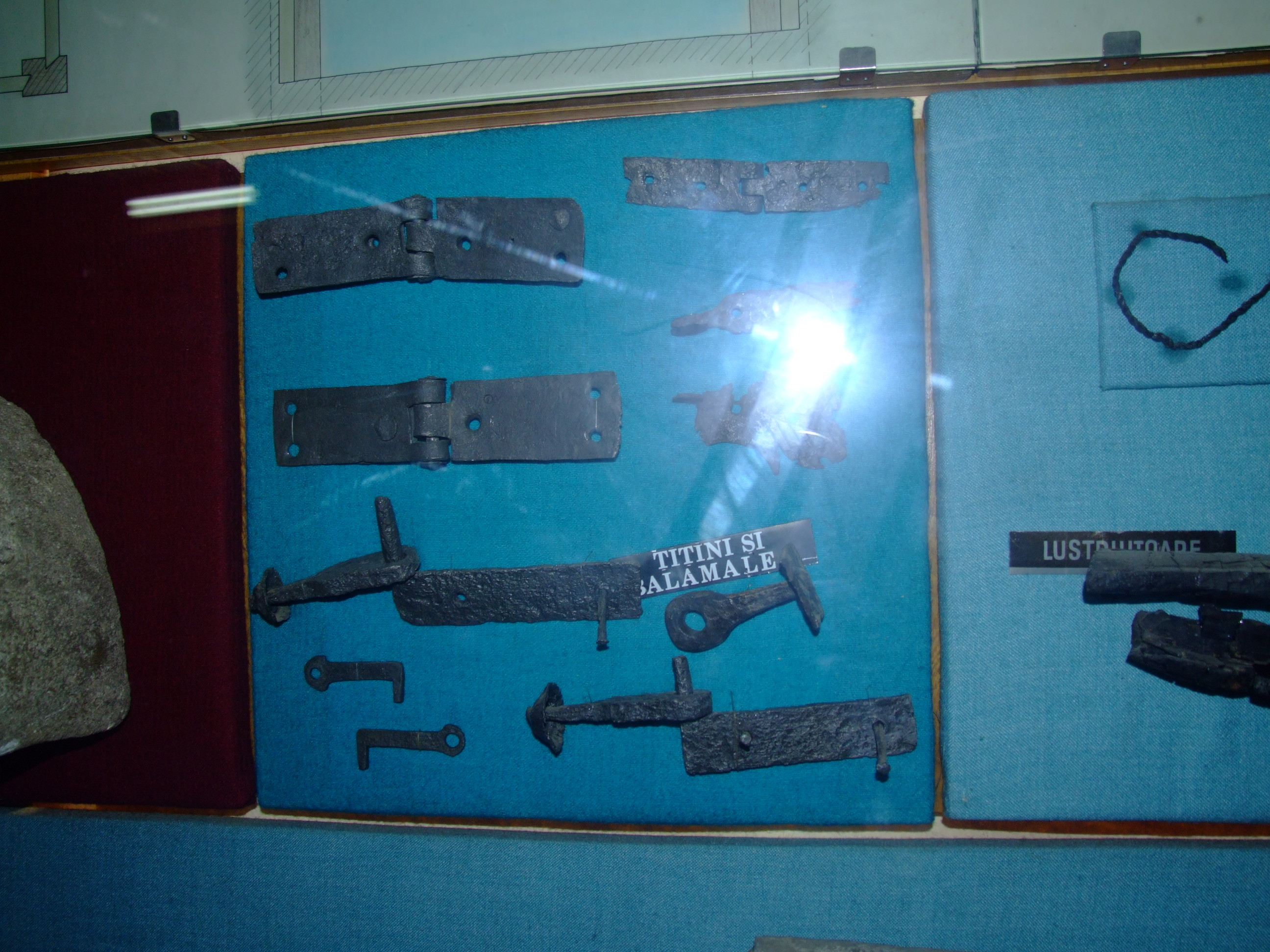
Balamale dacice cu aripi și cu țâțână.
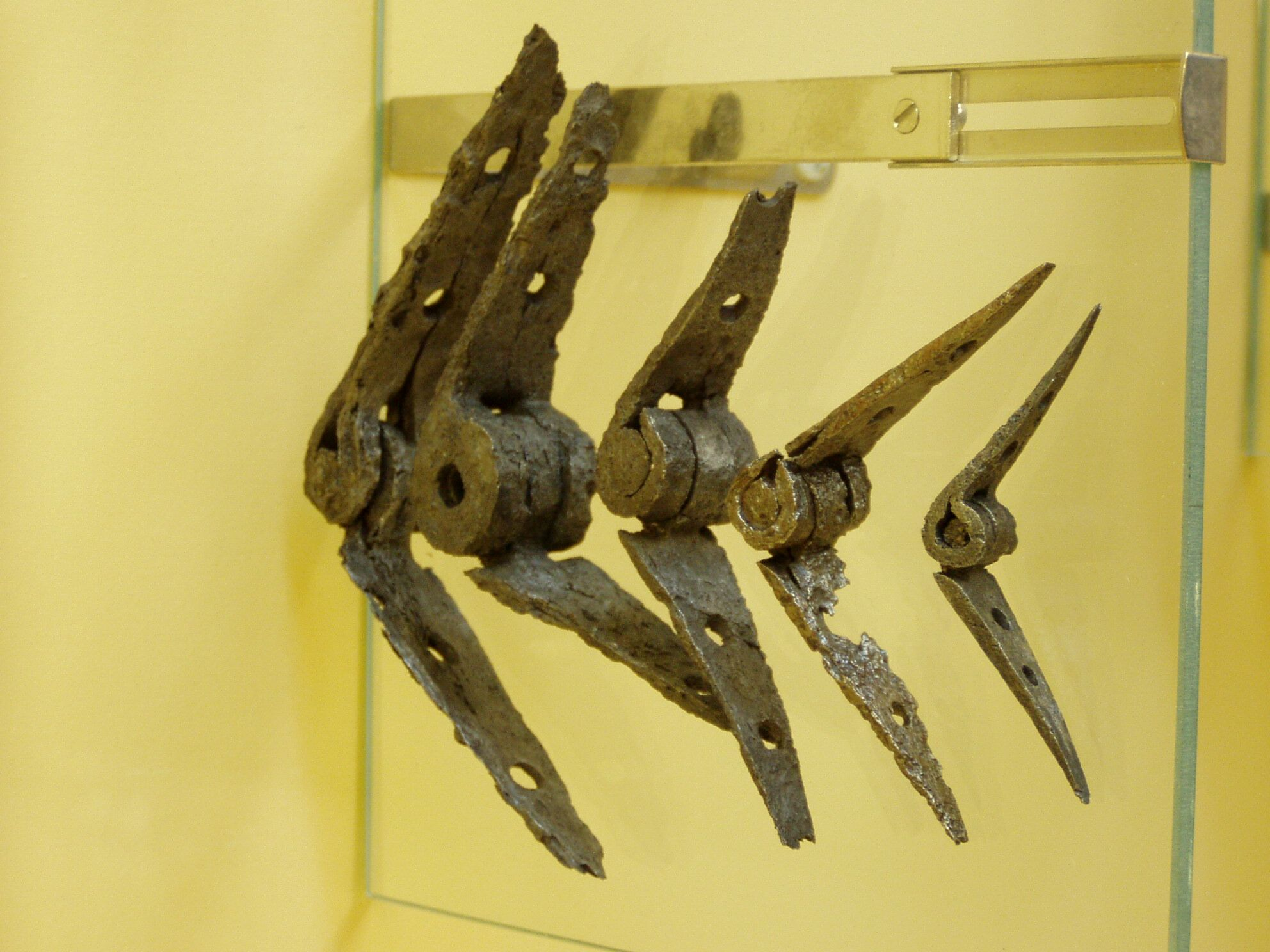
Balamale de fier, secolul I e.n.
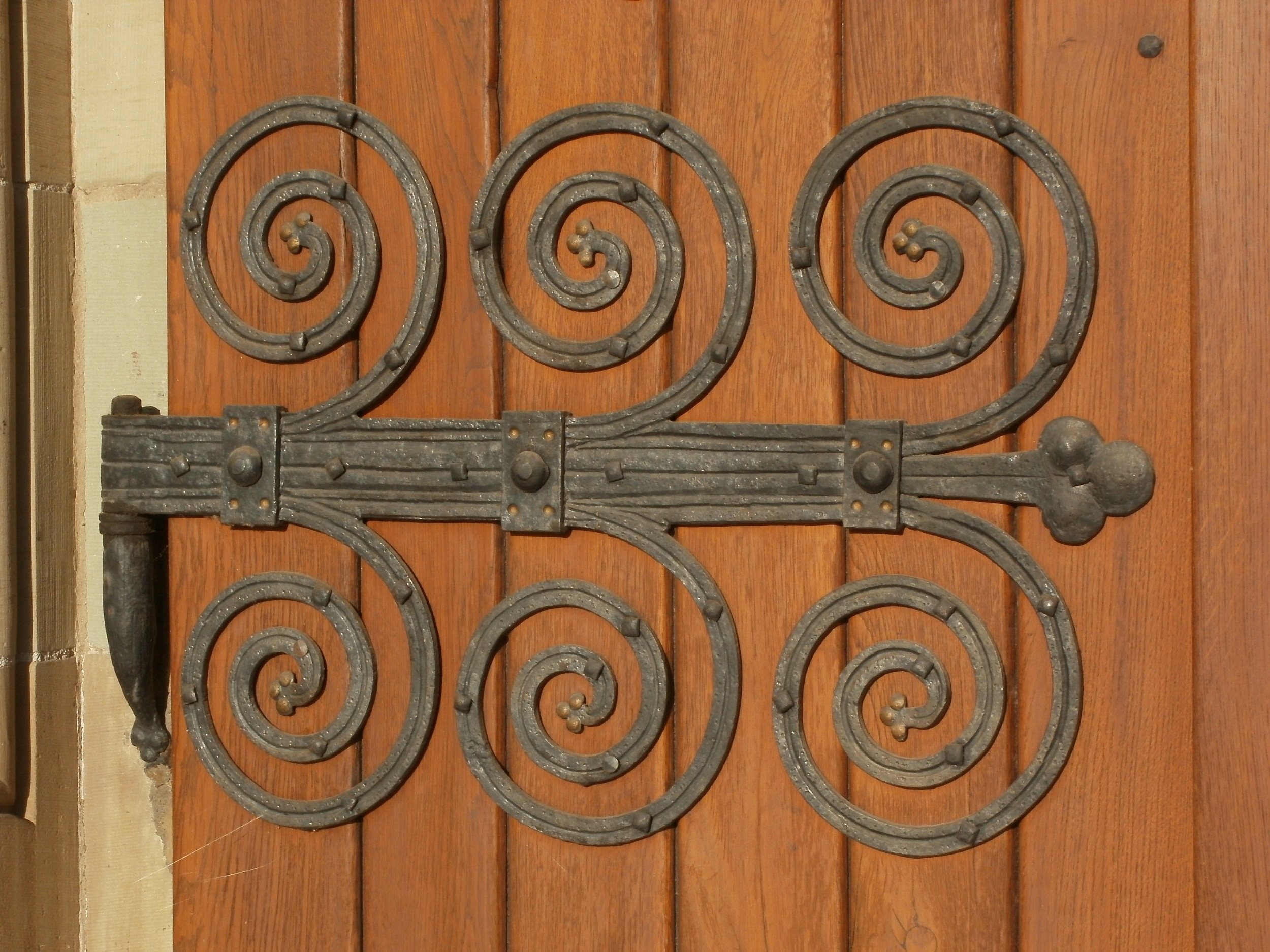
Balama ornamentală pe poartă.
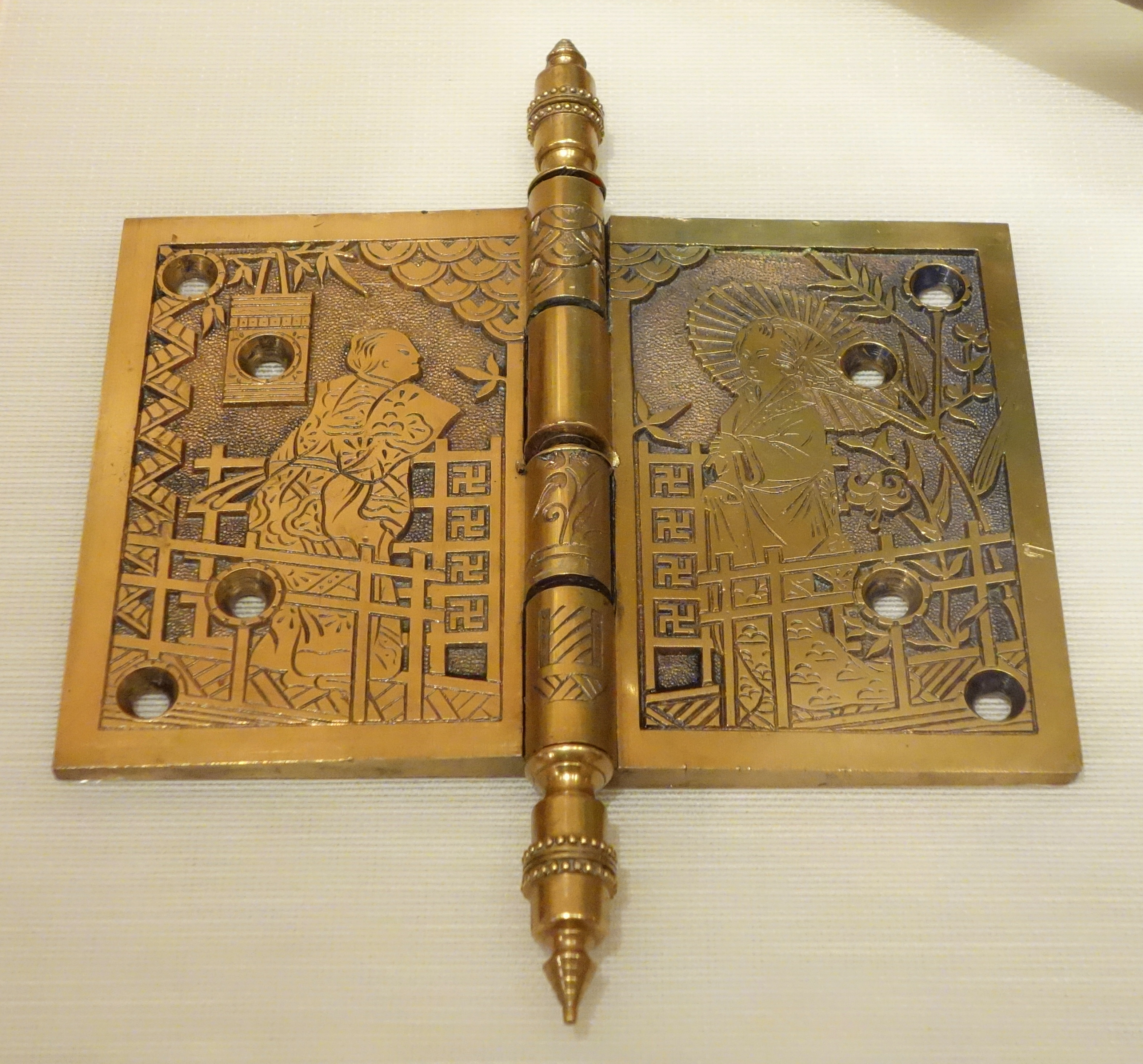
Balama ornamentală cu aripi din 1880.
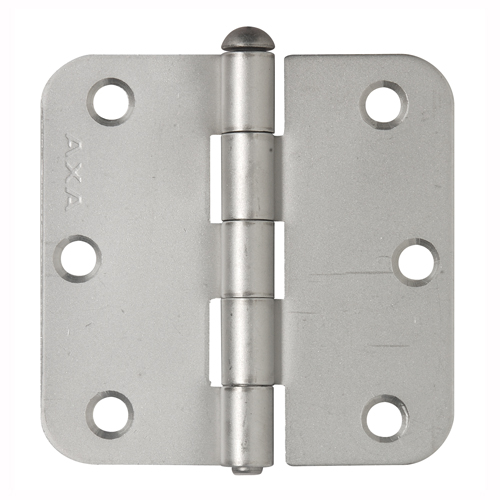
Fig.1) Balama aplicată cu aripi plane.
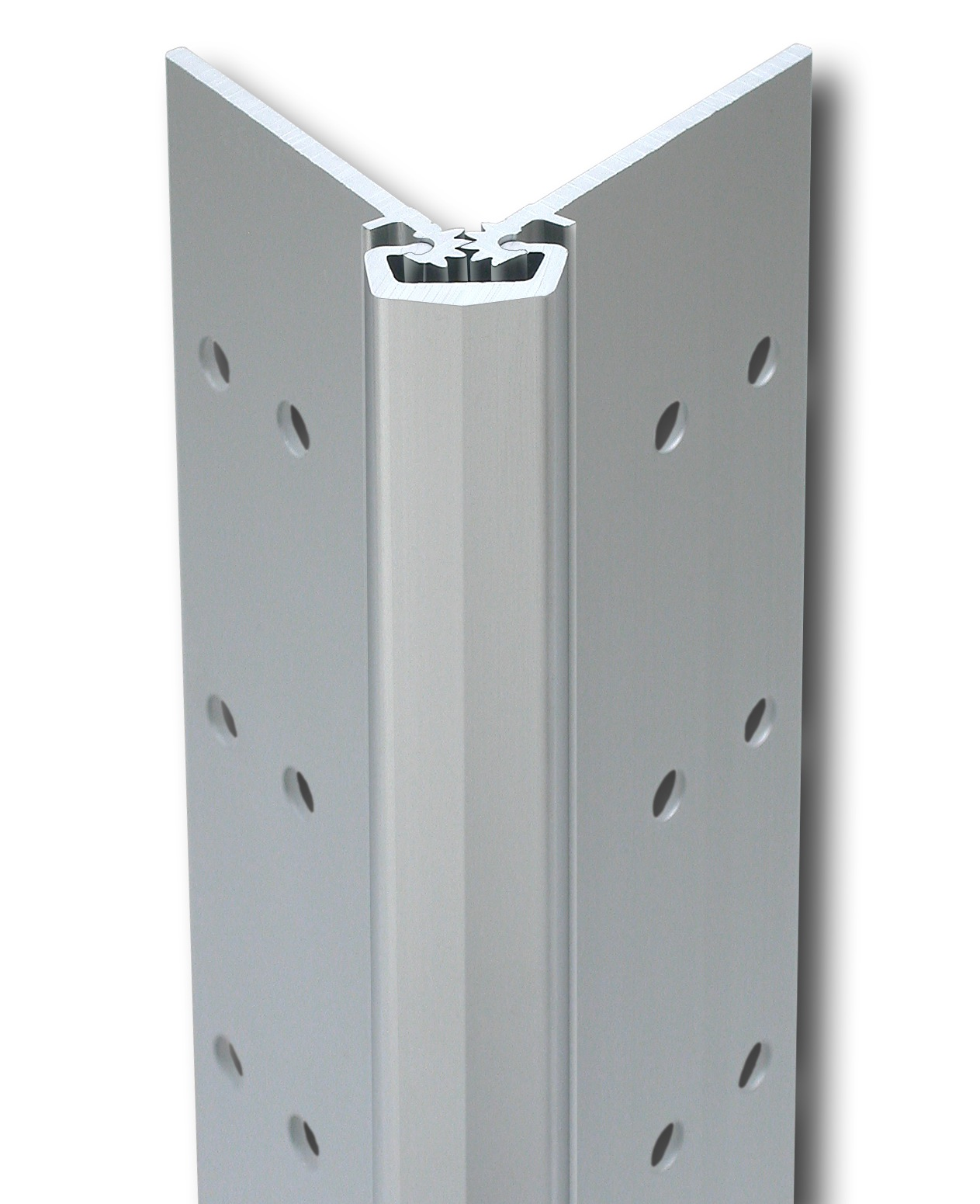
Balama bandă cu angrenaj.
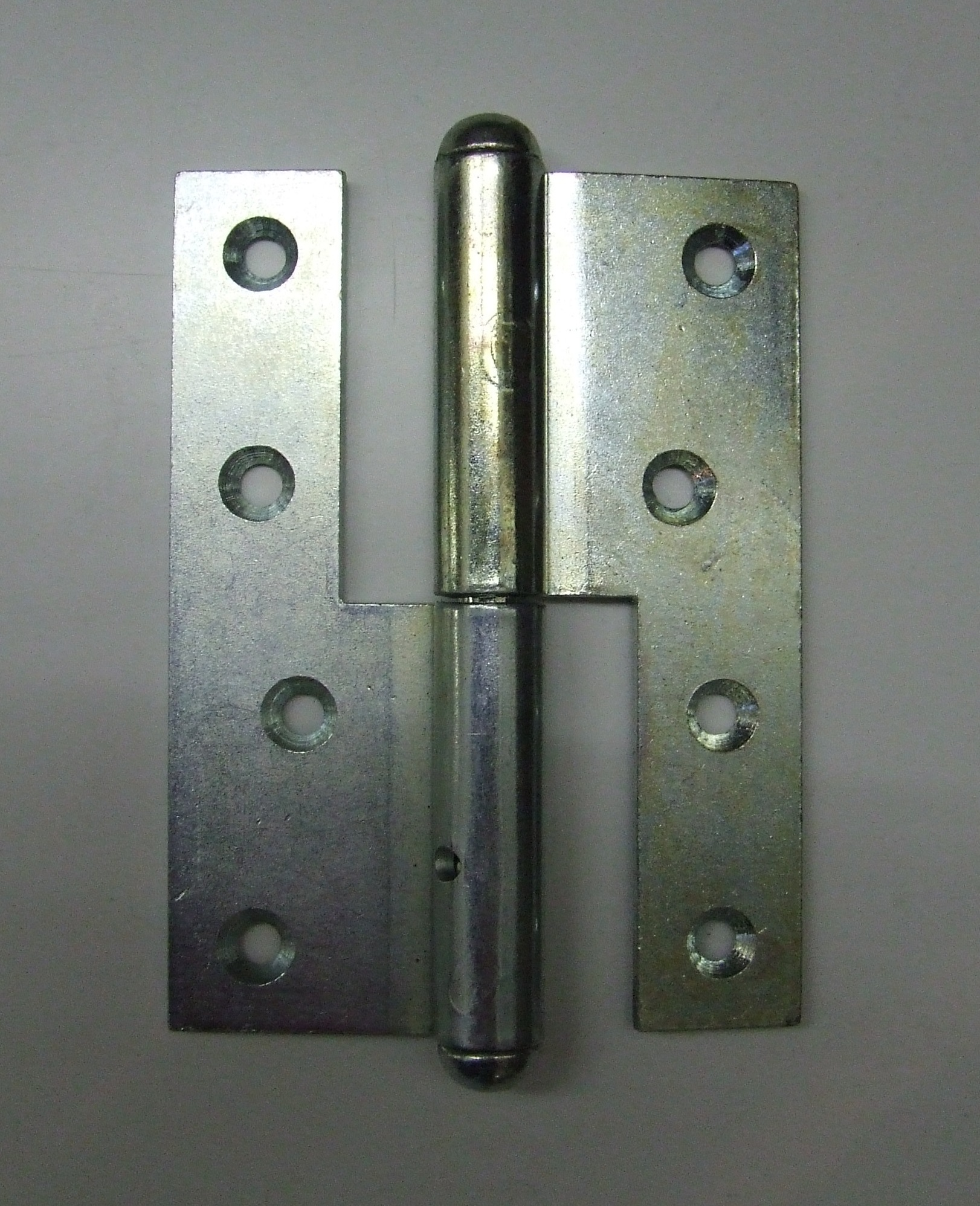
Fig.3) Balama semiîngropată cu aripi, pentru ușile de interior.
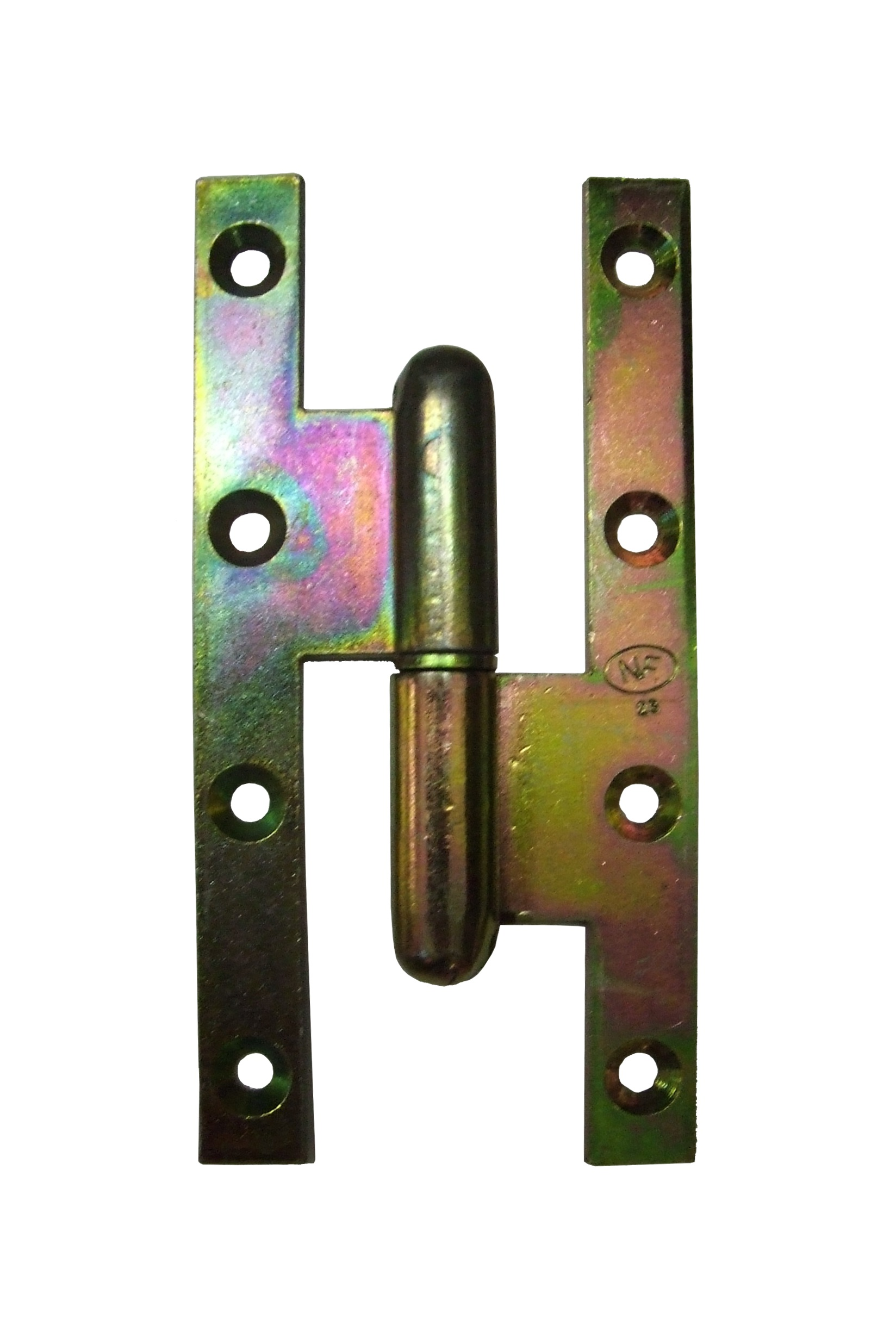
Balama tip H.
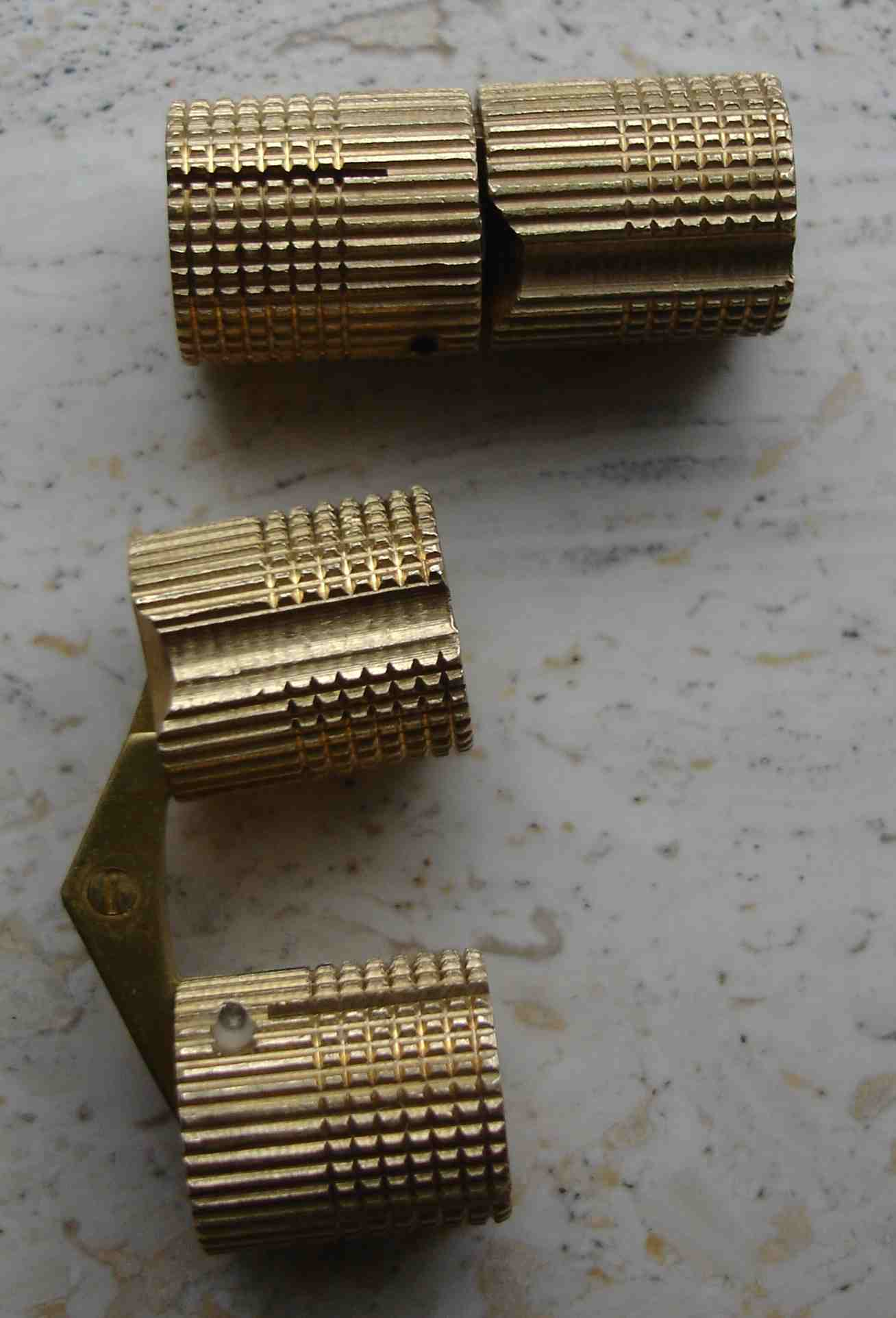
Fig.2) Balamale îngropate.
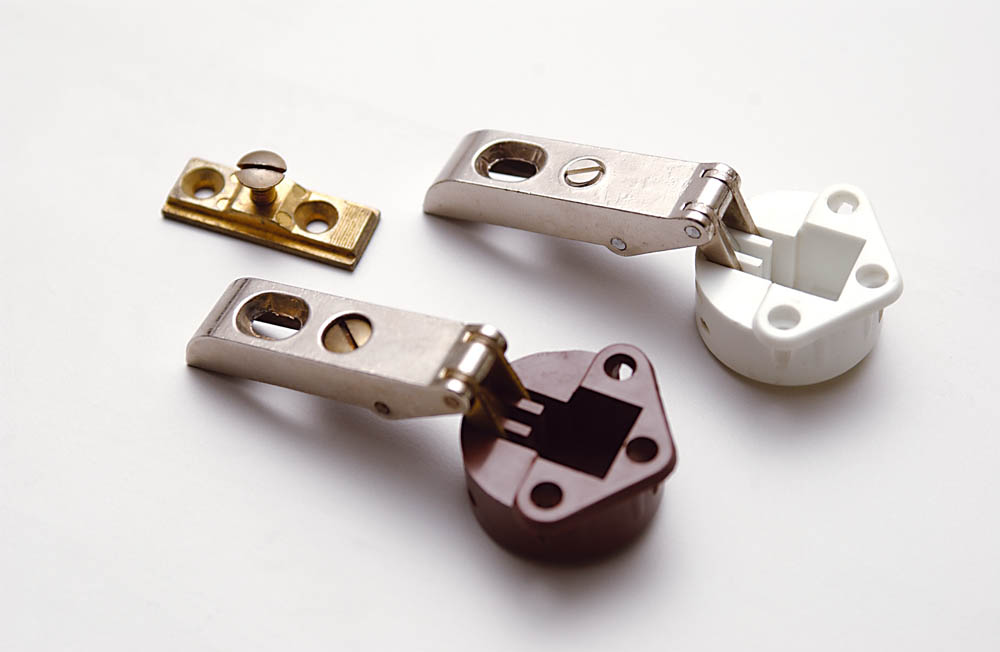
Primele balamale aruncătoare produse în 1964 de către compania Julius Blum.
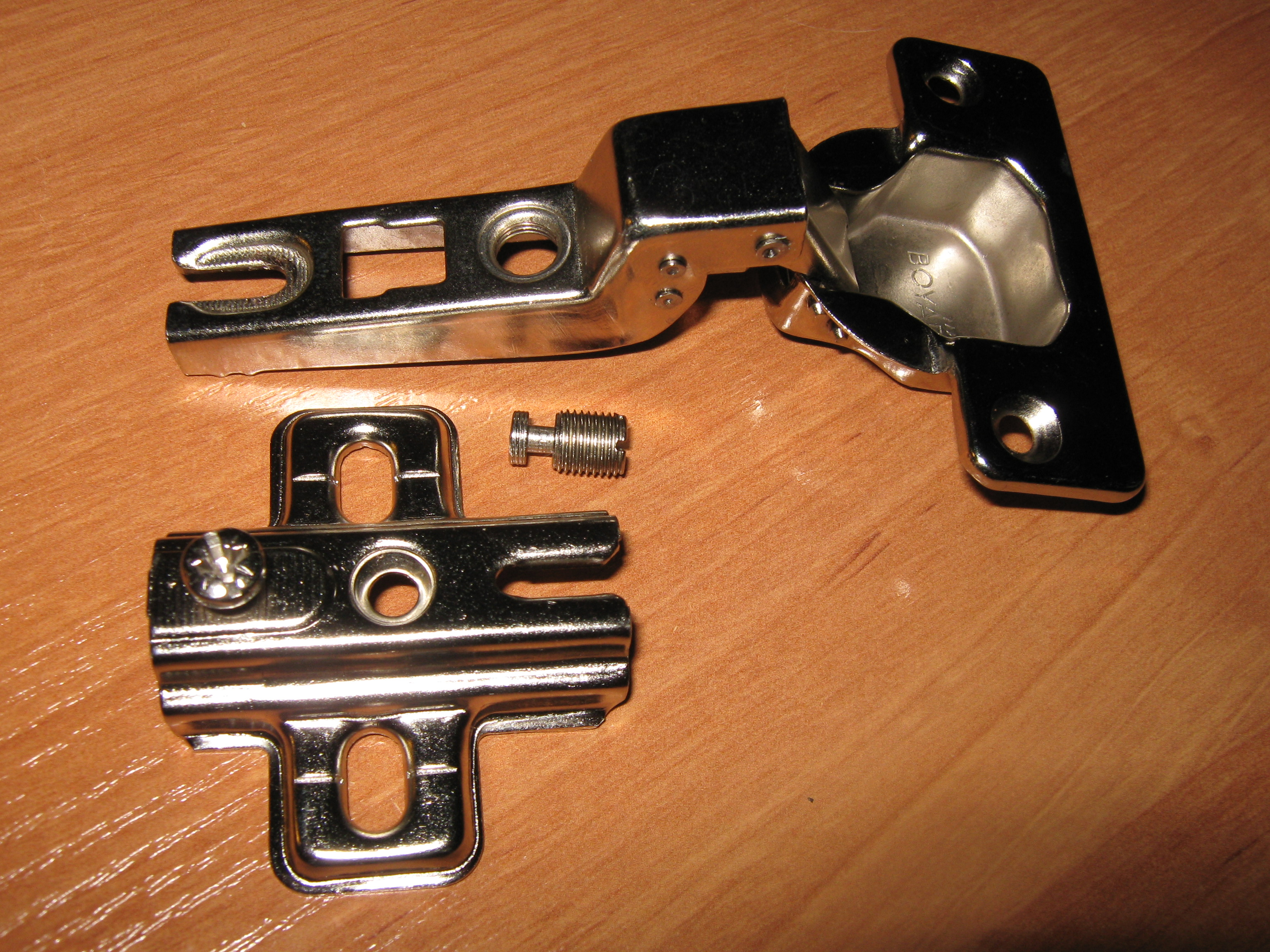
Balama aruncătoare pentru ușă de mobilă încadrată.
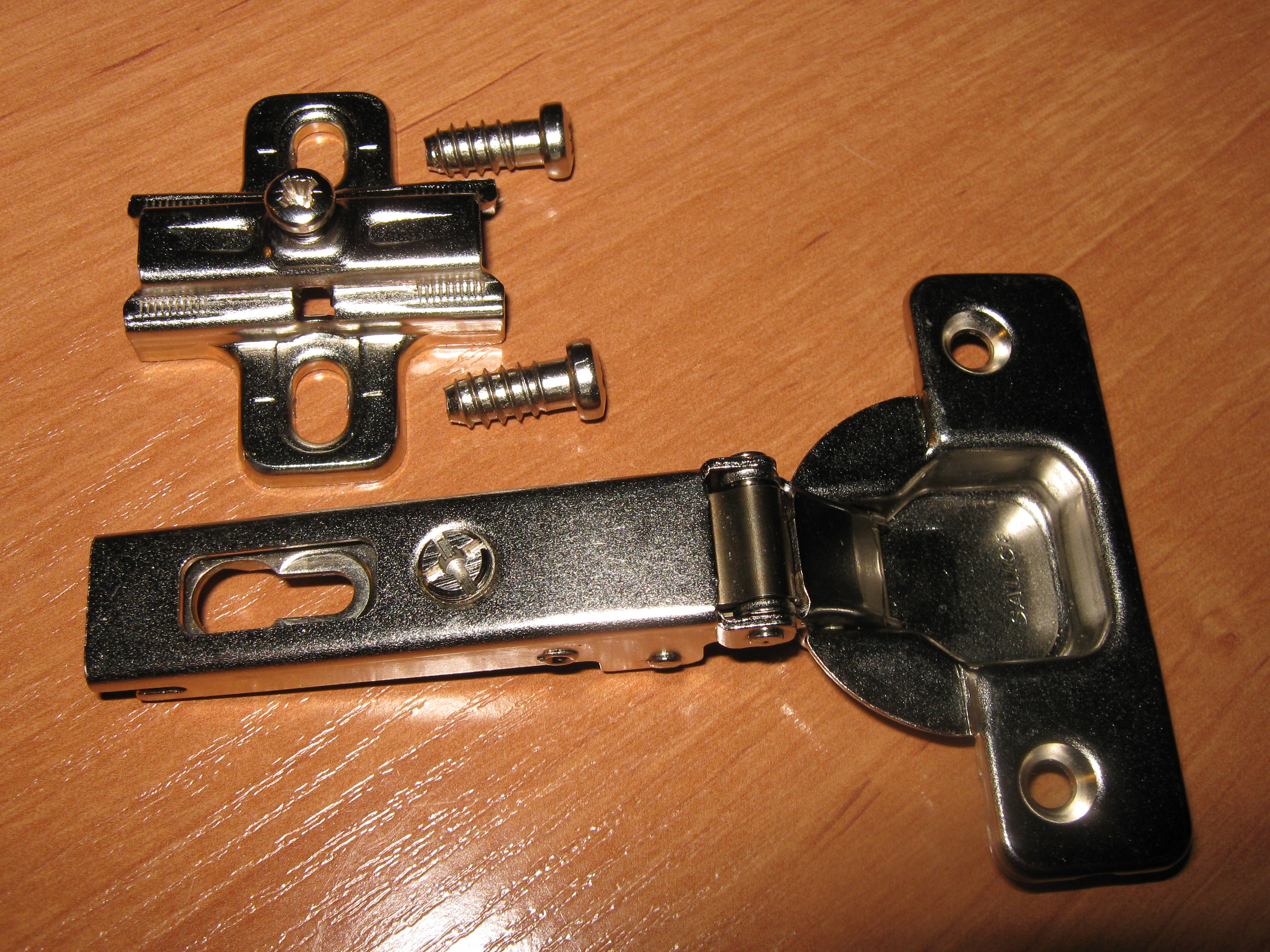
Balama aruncătoare pentru ușă de mobilă aplicată.
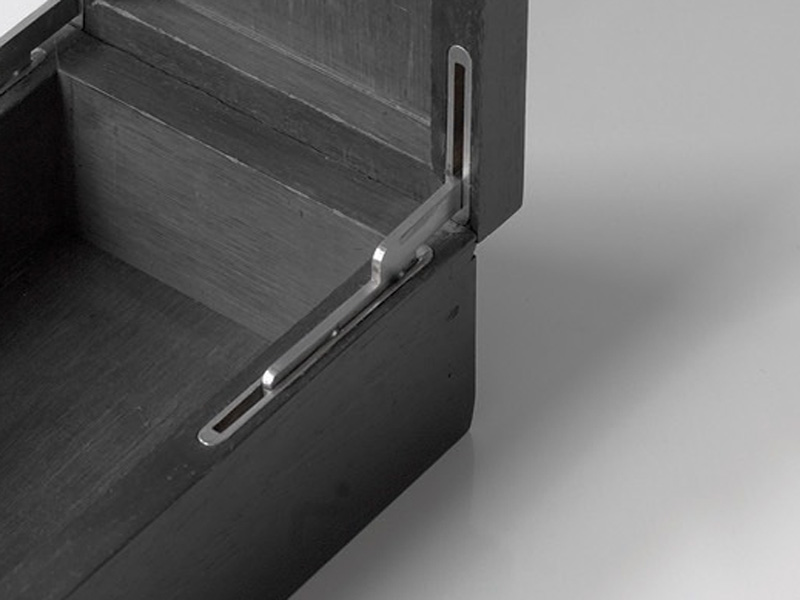
Balamale ascunse.
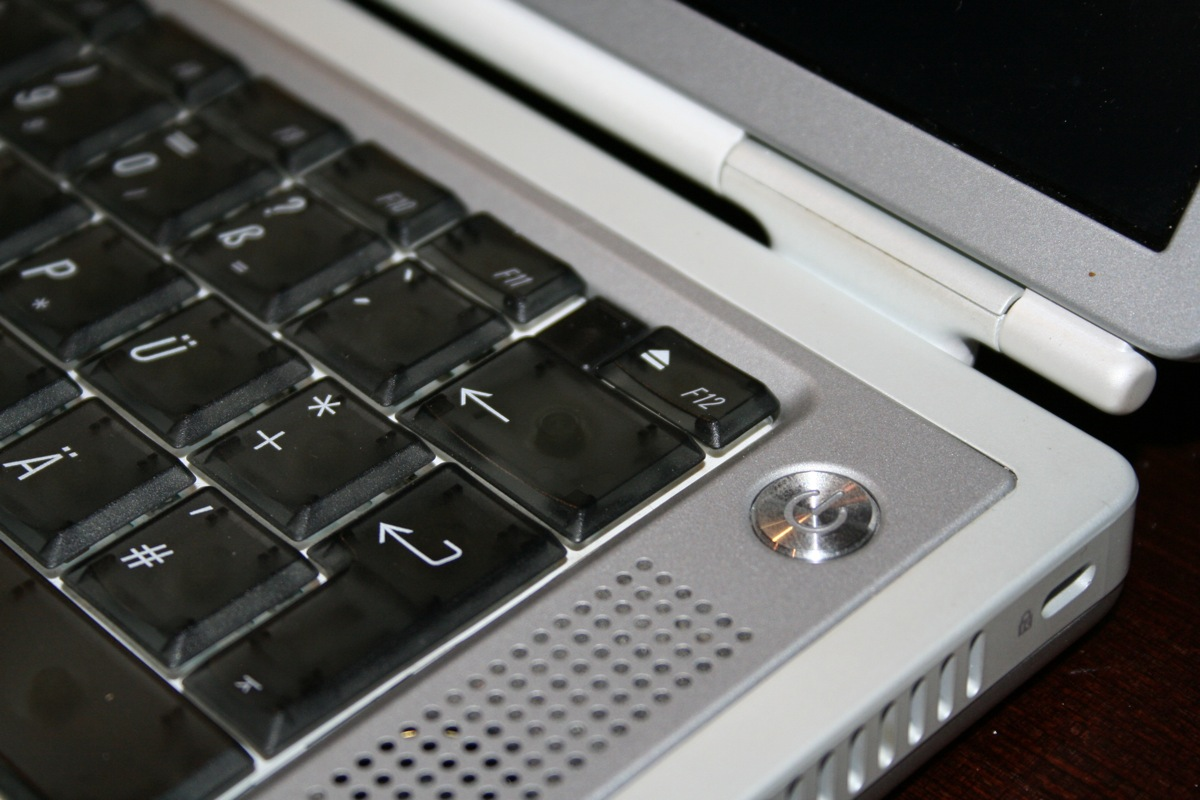
Balama a unui laptop Apple PowerBook G4 Titanium.
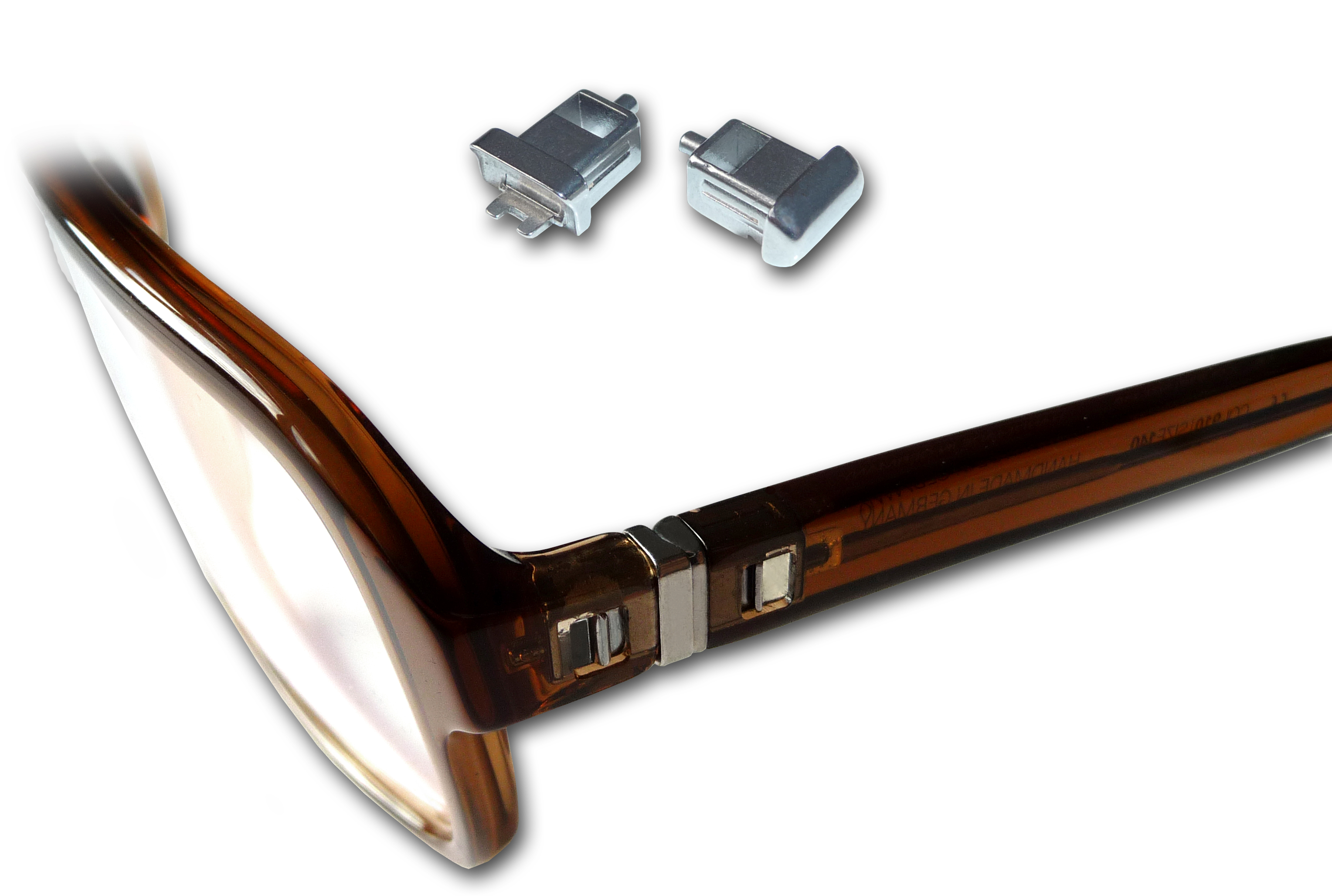
Balama de ramă de ochelari.
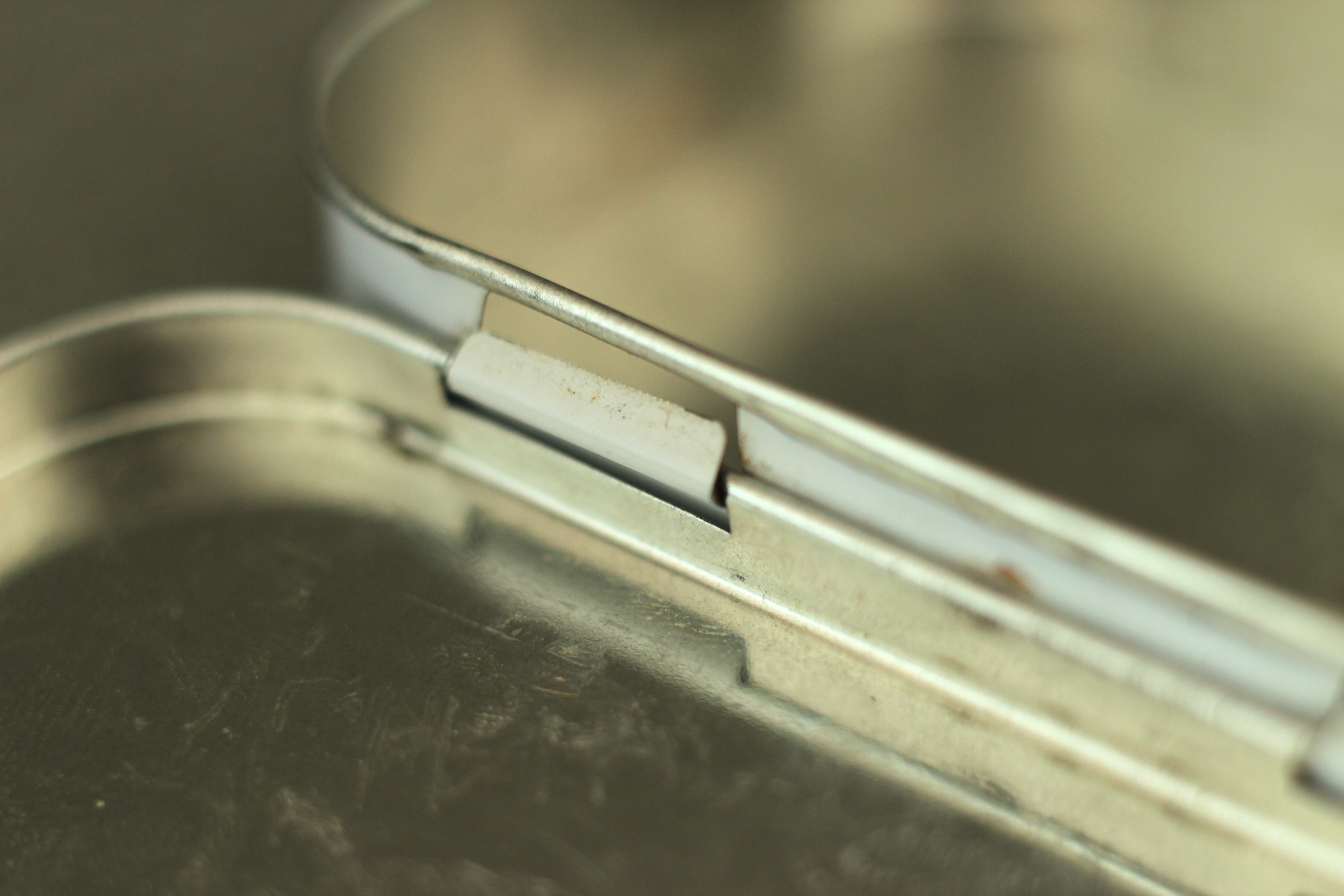
Balama încorporată a unui recipient metalic.